# 0-е годы
0-е (нулевы́е) го́ды по юлианскому календарю — промежуток времени с 1 января 1 года по 31 декабря 9 года, включающий с 1 по 9 годы 1-го десятилетия I века 1-го тысячелетия. Им предшествовали 0-е годы до н. э. Они закончились 2016 лет назад.

## Важнейшие события
- Первые годы I века — вождю маркоманов Марободу удалось создать мощный племенной союз, к которому примкнули части других племён — свевов, лангобардов, лугиев.
- Первые годы I века — конец правления династии Арташесидов в Великой Армении.
- Первые годы I века — восстание в Германии под предводительством вождя херусков Арминия. Битва в Тевтобургском Лесу (9 г., Квинтилий Вар)[1][2][3].
- Начало I века — короли в Британии: Добунны (Кориний, Глостершир), Дуротриг (Дорсет), Ицени (Восточная Англия), Кориелтауву (Лестершир, Линкольншир). Таскиован — король Катувеллауни (столица Веруламий) и Кунобелин — король Триновантов (столица Камулодунум). Сыновья Коммия правили Атребатом — Тинкоммий, Эппилл, Верика.
- Начало I века — парфяне подчинили себе Северо-Западную Индию.
- Начало I века — гунны подчинили себе Восточный Туркестан (Западный край).